# Collisione navale di Helgoland
La collisione navale di Helgoland avvenne il 24 ottobre 2023 al largo dell'isola tedesca nel Mare del Nord tra le navi mercantili Verity, che naufragò, e Polesie. Nell'incidente morì 1 marinaio e 4 rimasero dispersi.

## Antefatti: le navi coinvolte nell'incidente

### LaPolesie
La nave portarinfuse Handysize Polesie venne costruita in Cina nel 2009 per la compagnia di navigazione polacca Polsteam, con sede a Stettino. Ha una lunghezza fuori tutto di 189,99 m per una stazza lorda di 24.055 tsl e una capacità di carico di 38.056 DWT. La Polesie è registrata alle Bahamas, identificata con il numero IMO 9488097 e ha 22 membri di equipaggio.

### LaVerity
La Verity venne costruita nei Paesi Bassi nel 2001 e gestita dal 2008 dalla compagnia di navigazione anglo-olandese Faversham Ships, con sede a Cowes (Isola di Wight). Era una nave da carico con una lunghezza fuori tutto di 91,25 m per una stazza lorda di 2.601 tsl e una portata lorda di 3.676 DWT. La Verity era registrata nell'Isola di Man ed era identificata con il numero IMO 9229178. A bordo era presenta un equipaggio di sette persone.

#### L'ultimo viaggio dellaVerity
La nave cargo britannica Verity stava trasportando acciaio dal porto di Brema, nel nord della Germania, a Immingham (Lincolnshire), in Inghilterra, quando si scontrò con la Polesie, che era partita dal porto di Amburgo per La Coruña, nel nord-ovest della Spagna.

## Collisione
La collisione ha avuto luogo nella Baia Tedesca, nel Mare del Nord, 26 km a sud-ovest dell'isola di Helgoland e 31 km a nord-est dell'isola di Langeoog intorno alle 05:00 dell'Orario Estivo dell'Europa Centrale (UTC+2) del 24 ottobre 2023. Le trasmissioni del sistema di identificazione automatica (AIS) della Verity sono cessate alle 04:56 CEST, suggerendo che sia naufragata immediatamente dopo la collisione. Era buio e le autorità tedesche hanno segnalato forti venti e onde alte tre metri nella zona. La Polesie non è stata danneggiata gravemente e ha potuto fare ritorno autonomamente a Cuxhaven, mentre tutti i membri dell'equipaggio sono rimasti illesi.

## Operazioni di salvataggio
La P&O Cruises ha confermato che una nave della loro flotta, la Iona, si trovava nella zona ed è stata coinvolta nella successiva ricerca. L'Havariekommando, che ha schierato due incrociatori di salvataggio in mare e coordinato un elicottero della Deutsche Marine e una nave della polizia marittima, ha salvato due sopravvissuti. Uno dei membri dell'equipaggio della Verity è stato trovato morto in acqua; sono dispersi i restanti quattro dei sette membri dell'equipaggio. La ricerca è stata interrotta il giorno successivo.
La DGzRS ha inviato gli incrociatori SAR Hermann Marwede (della stazione di Helgoland) e Bernhard Gruben (della stazione di Hooksiel). Nell'operazione SAR sono stati coinvolti il rimorchiatore d'emergenza federale Nordic e il tender pilota Wangerooge, nonché la barca della polizia marittima Sylt e un elicottero SAR della Marina tedesca. La nave da crociera Iona della P&O trascorse giorno e notte a setacciare il mare al largo della costa tedesca settentrionale alla ricerca dell'equipaggio scomparso.
La zona di mare dove avrebbero potuto trovarsi i marinai dispersi è stata perquisita nella notte del 25 ottobre senza successo, e i soccorritori hanno poi interrotto le ricerche.
Per cercare segni di vita dei marinai dispersi, un sottomarino a comando remoto (ROV) è stato calato sul relitto della Verity. Per poco tempo dopo il naufragio si è pensato alla possibilità che i marinai potessero trovarsi in una bolla d'aria nella nave ed essere ancora vivi.
La Polesie è riuscita a raggiungere senza aiuti di altre imbarcazioni il porto tedesco di Cuxhaven.

## Indagine
La causa della collisione non è nota pubblicamente. Il Bundesstelle für Seeunfalluntersuchung (BSU) di Amburgo ha iniziato a indagare sulle cause dell'incidente. La BSU afferma che si tratta di un "incidente marittimo molto grave" e che l'indagine viene condotta insieme ai due Stati di bandiera delle navi da carico: le Bahamas per la Polesie e il Regno Unito per la Verity. Il 25 ottobre è stato riferito che l'autorità investigativa sugli incidenti marittimi della Gran Bretagna, la Marine Accident Investigation Branch, avrebbe assunto la direzione dell'indagine congiunta; il direttore generale della Verband Deutscher Reeder (Associazione degli armatori tedeschi), Martin Kröger, ha affermato che "è troppo presto per dire quale sia stata la causa dell'incidente".